# Сінгапурський ботанічний сад
Сінгапурський ботанічний сад (малай. Taman Botani Singapura, кит.: 新加坡植物园, там. சிங்கப்பூர் தாவரவியல் பூங்கா) — ботанічний сад у Сінгапурі. Ботанічний сад є членом Міжнародної ради ботанічних садів з охорони рослин (BGCI) і має код SING.

## Графік роботи
Ботанічний сад відкритий з 5:00 до 24:00 щодня.

## Загальний опис
Сад розташований на околиці центрального торгового району Сінгапуру. Є одним з трьох садів, і єдиним тропічним садом, визнаним ЮНЕСКО об'єктом Всесвітньої спадщини. З 2013 року займає перше місце в Азії серед паркових пам'яток за версією TripAdvisor (премія «Вибір мандрівників»). У 2012 році став першим лауреатом номінації «Сад року» Міжнародної премії садового туризму. З 2008 року має три зірки рейтингу Мішлен.
На нинішньому місці ботанічний сад був створений в 1859 році садівничим товариством.
Ботанічний сад зіграв ключову роль в каучуковому бумі в регіоні на початку двадцятого століття, коли його перший науковий керівник Генрі Ніколас Рідлі очолював дослідження в галузі вирощування гевеї. Удосконаливши технологію збору латексу, яка використовується і сьогодні, він сприяв збільшенню виходу латексу і зростанню прибутковості плантацій. На піку розвитку цієї галузі у 1920-ті роки, Малайський півострів забезпечував половину світового виробництва латексу.
Національний сад орхідей, розташований всередині основного саду, є одним з лідерів у вивченні і вирощуванні орхідних і їх гібридів, забезпечуючи Сінгапуру статус крупного експортера зрізаних орхідей. Завдяки екваторіальному клімату сад володіє найбільшою колекцією квітів, що складається з 1200 видів і 2000 гібридів.
Після здобуття незалежності ботанічний сад допоміг у перетворенні Сінгапуру в тропічне місто-сад. У 1981 році гібридна орхідея Ванда Міс Джоакім була обрана національною квіткою країни. Сінгапур використовує «орхідну дипломатію»: на честь глав держав і знаменитостей називають кращі гібриди орхідей, які згодом поповнюють VIP-колекцію орхідей ботанічного саду.
Ботанічний сад простягнувся уздовж схилу з півночі на південь на 2,5 км. Сад займає площу 82 га і має більш ніж 10 000 видів флори. Сінгапурський ботанічний сад є єдиним в світі, що працює з 5 ранку до опівночі щодня протягом року. Вхід на територію безкоштовний, за винятком Національного саду орхідей. Щорічно сад відвідує близько 4,5 мільйона осіб.
Кордон саду утворює Холланд-роуд і Нейпір-роуд на півдні, Клані-роуд на сході, Тирсан-авеню і Клані-Парк-роуд на заході і Букіт-Тіма-роуд на півночі. Сад має кілька входів, головний, Танглін-Гейт, розташований на півдні.

### Національний сад орхідей
Національний сад орхідей є головною визначною пам'яткою ботанічного саду. Він розташований біля центру західного кордону на горбистої ділянці площею 3 га. У колекції представлено більше 1000 видів і 2000 гібридів орхідей.
В саду орхідей є також інші визначні пам'ятки: Беркілл-Холл — колоніальне бунгало, побудоване в 1886 році. Названо на честь батька і сина Ісаака і Хамфрі Беркіллів, які свого часу займали пост директора. Перший поверх будівлі використовується як виставкова зала, де розташовані стенди з інформацією про гібриди, названі на честь VIP-персон, які відвідували сад. Сам VIP-сад орхідей розташований позаду Беркілл-Холла. Тут представлені найпопулярніші сорти квітів, названих на честь знаменитих персон. Серед низ Dendrobium Memoria «Принцеса Діана», Dendrobium «Маргарет Тетчер», Renantanda «Акіхіто», Dendrobium «Принцеса Масако», Dendrobium «Єлизавета» і Ванда «Глорія Макапагал-Арройо». Понад сто VIP-персон подарували свої імена орхідеям в рамках сінгапурської програми «орхідної дипломатії».
Орхідаріум, де містяться дикорослі види орхідних в умовах, близьких до природних.
Будинок туману Тан Хун Сяну. Тан Хун Сян — нащадок Тан Ток Сенга, філантропа і засновника лікарні Тан Ток Сенг. У будинку туману виставлена барвиста колекція різних гібридів. Також тут представлено невелике число пахучих орхідей, наприклад Ванда «Мімі Палмер».
Будинок бромелий леді Юн-Пен Макніс названий на честь спонсора, дружини першого голови міської ради Сінгапуру. Тут представлені рослини родини бромелієвих, в яке, зокрема, входить ананас.
Холодний будинок відтворює тропічний гірський ліс і представляє види орхідей, які зазвичай можна зустріти тільки у горах тропічної зони.

## Галерея

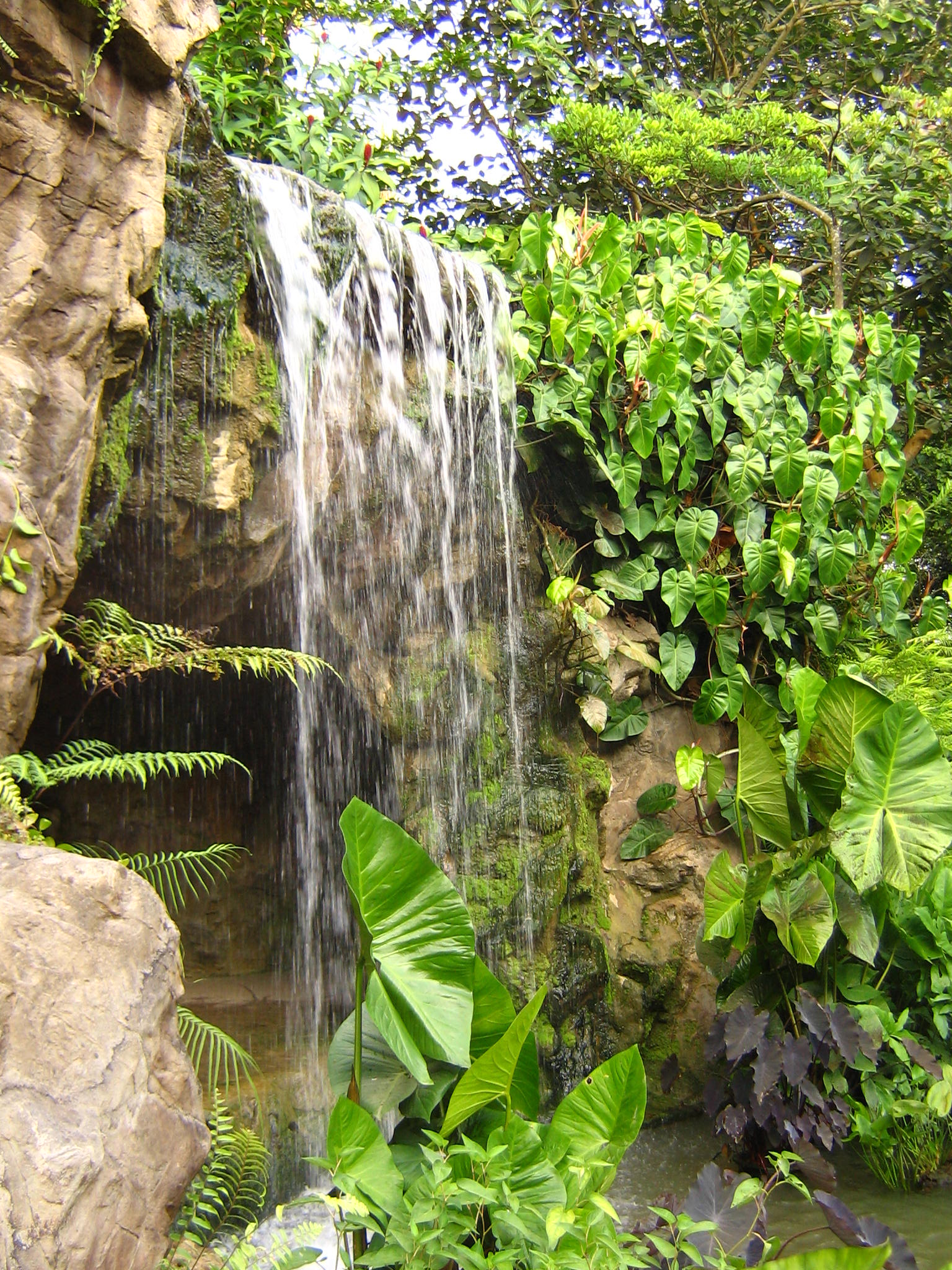
Водоспад
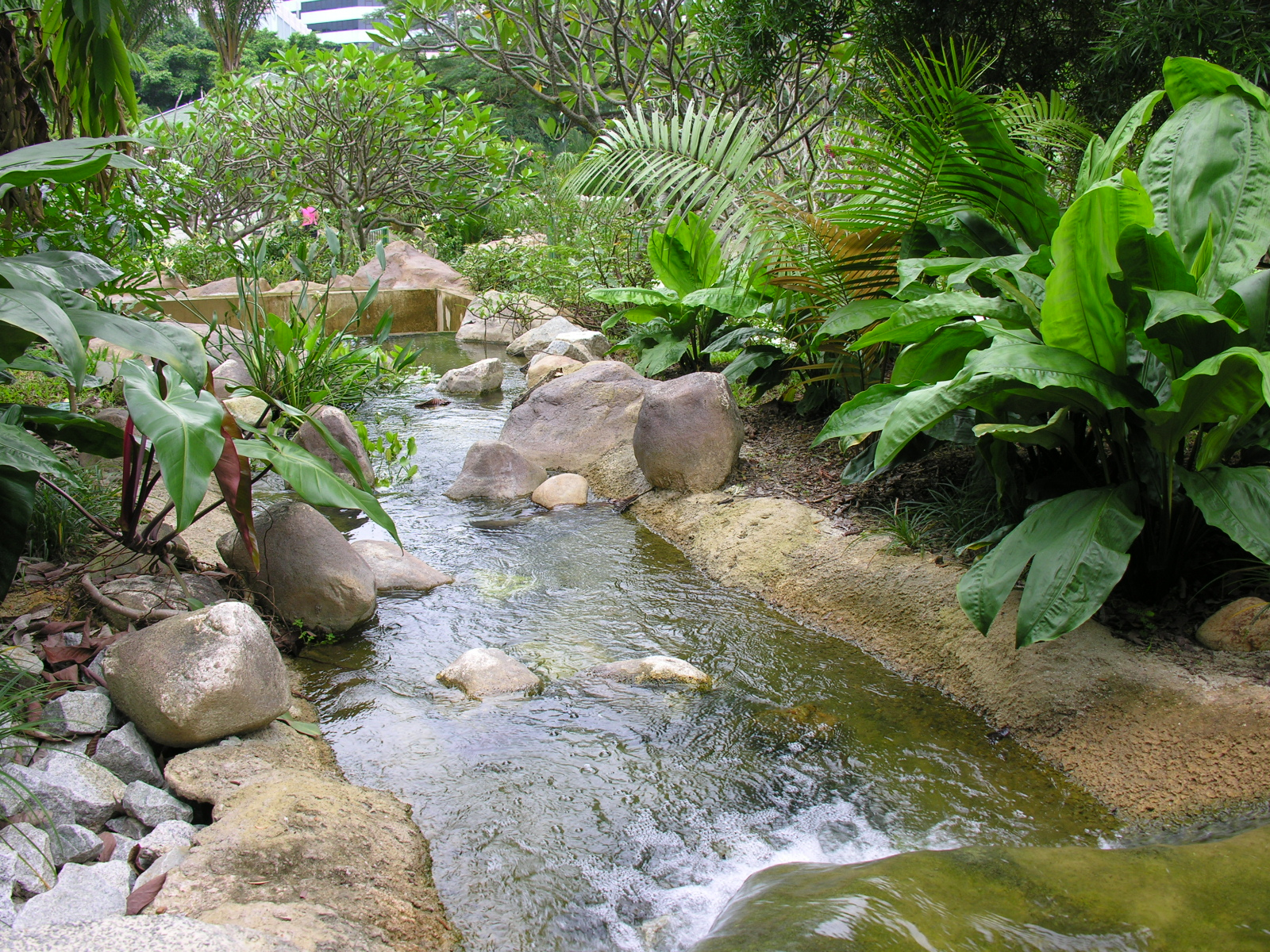
Струмок Сарака
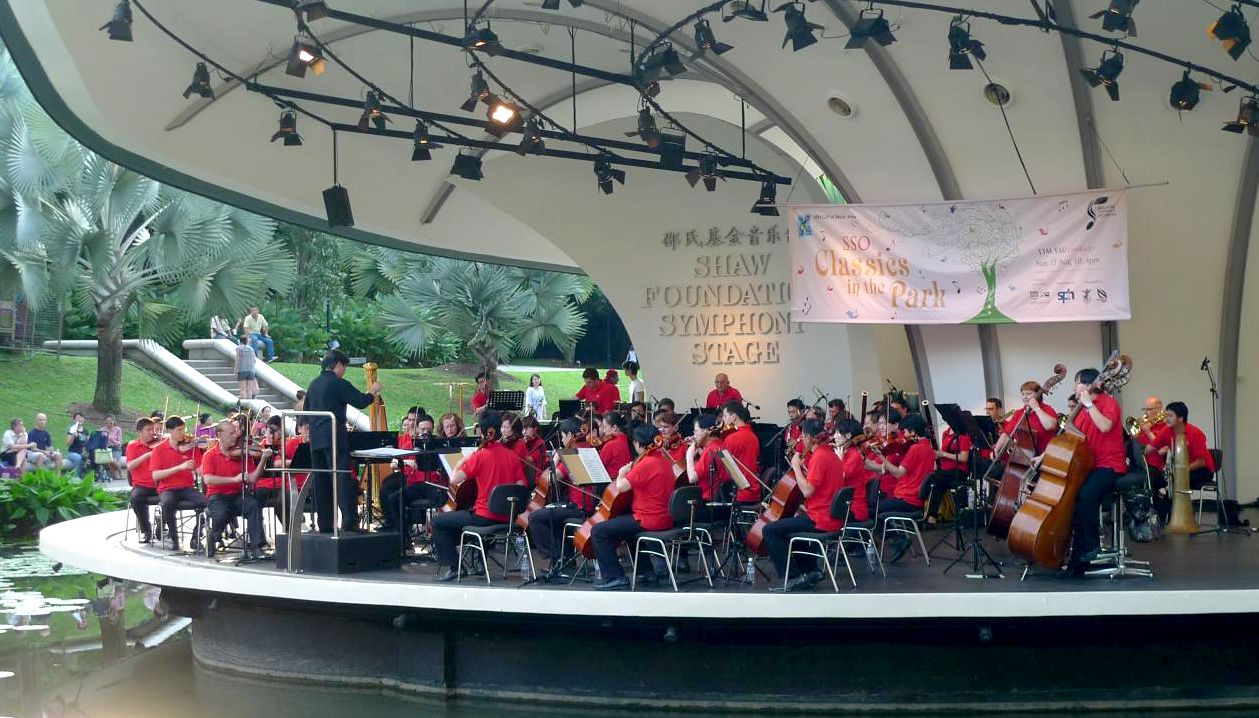
Концерт Сінгапурського симфонічного оркестру у ботанічному саду
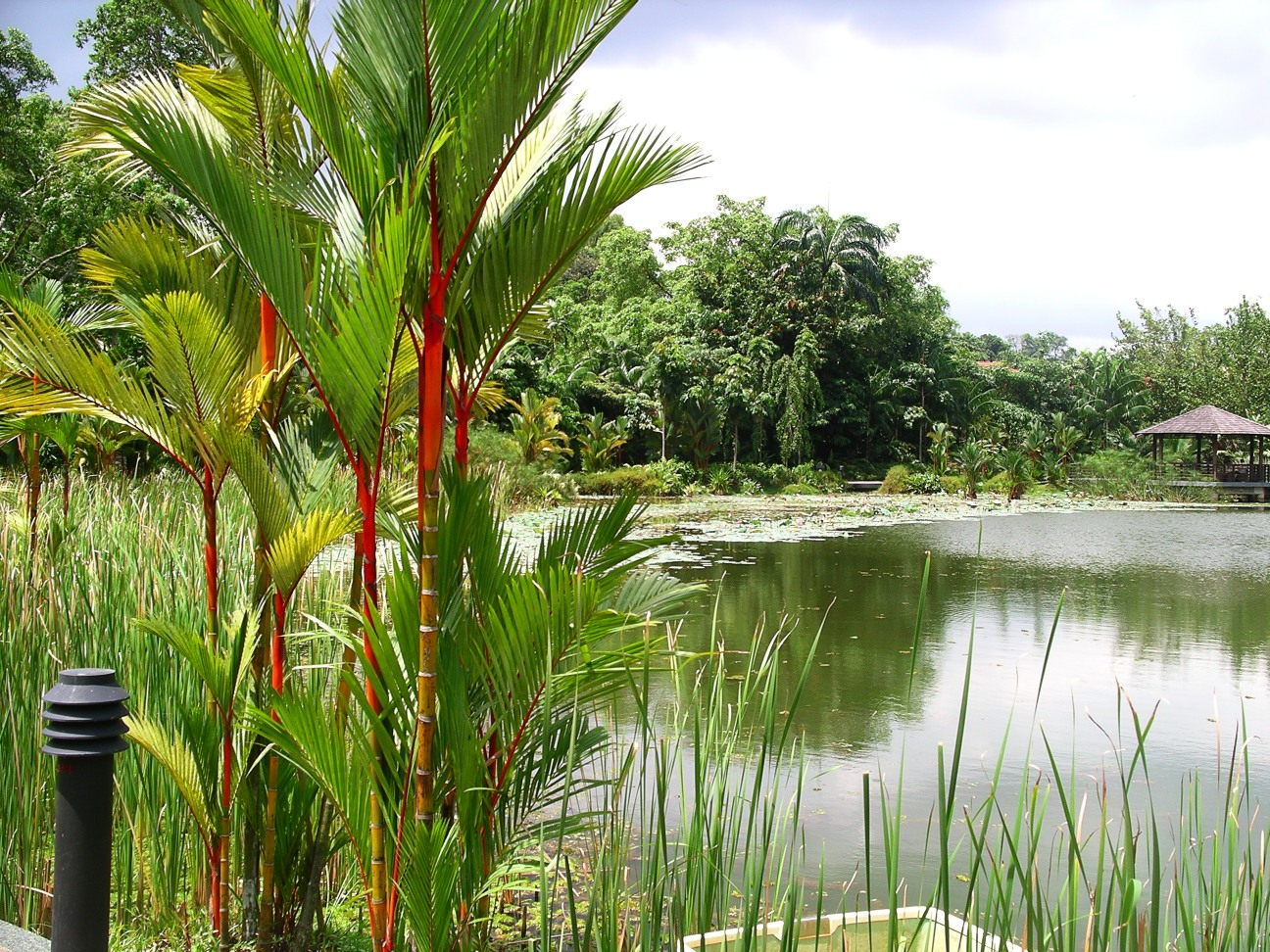
Симфоні-Лейк
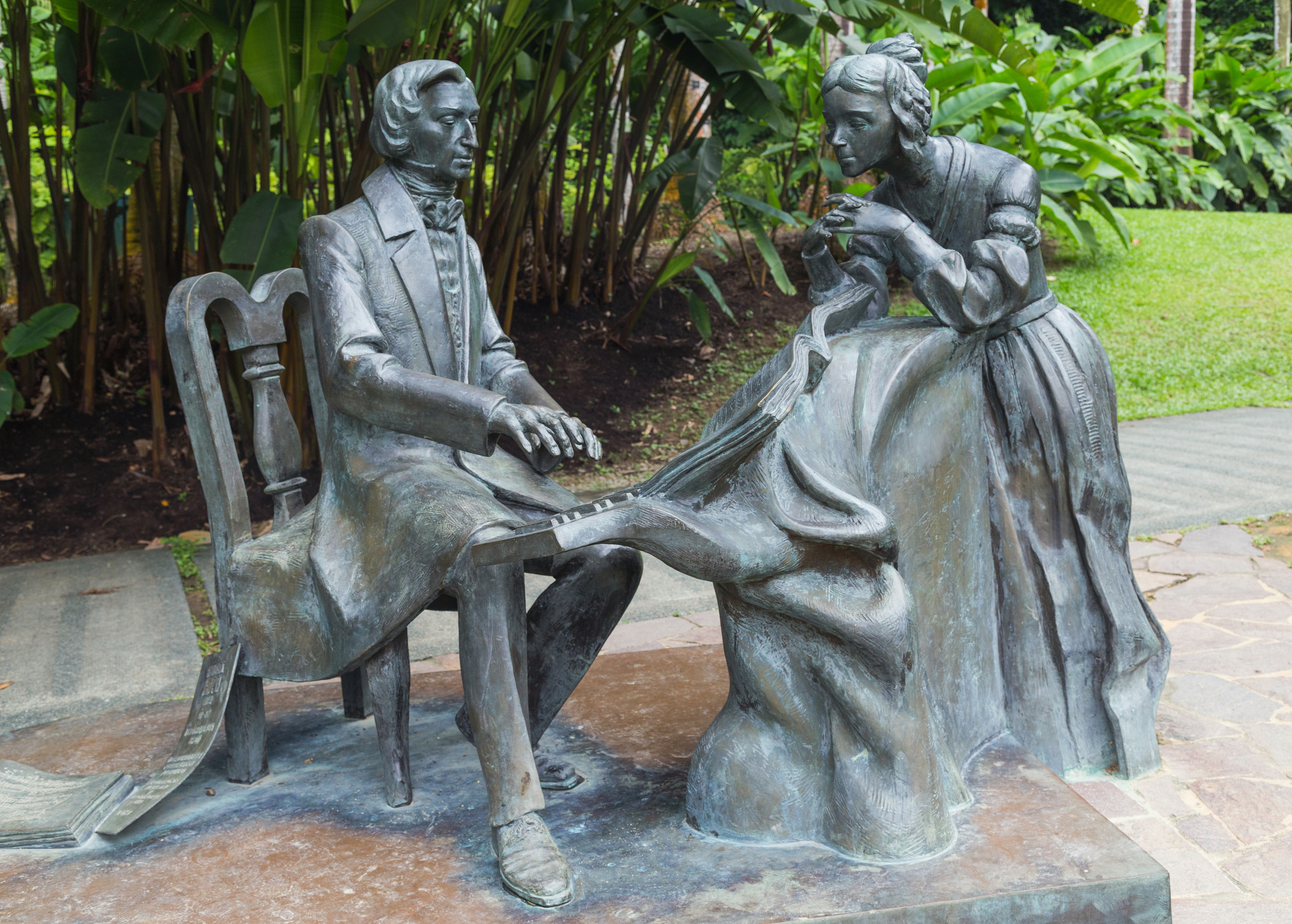
Пам'ятник Шопену на південному березі Симфоні-Лейк
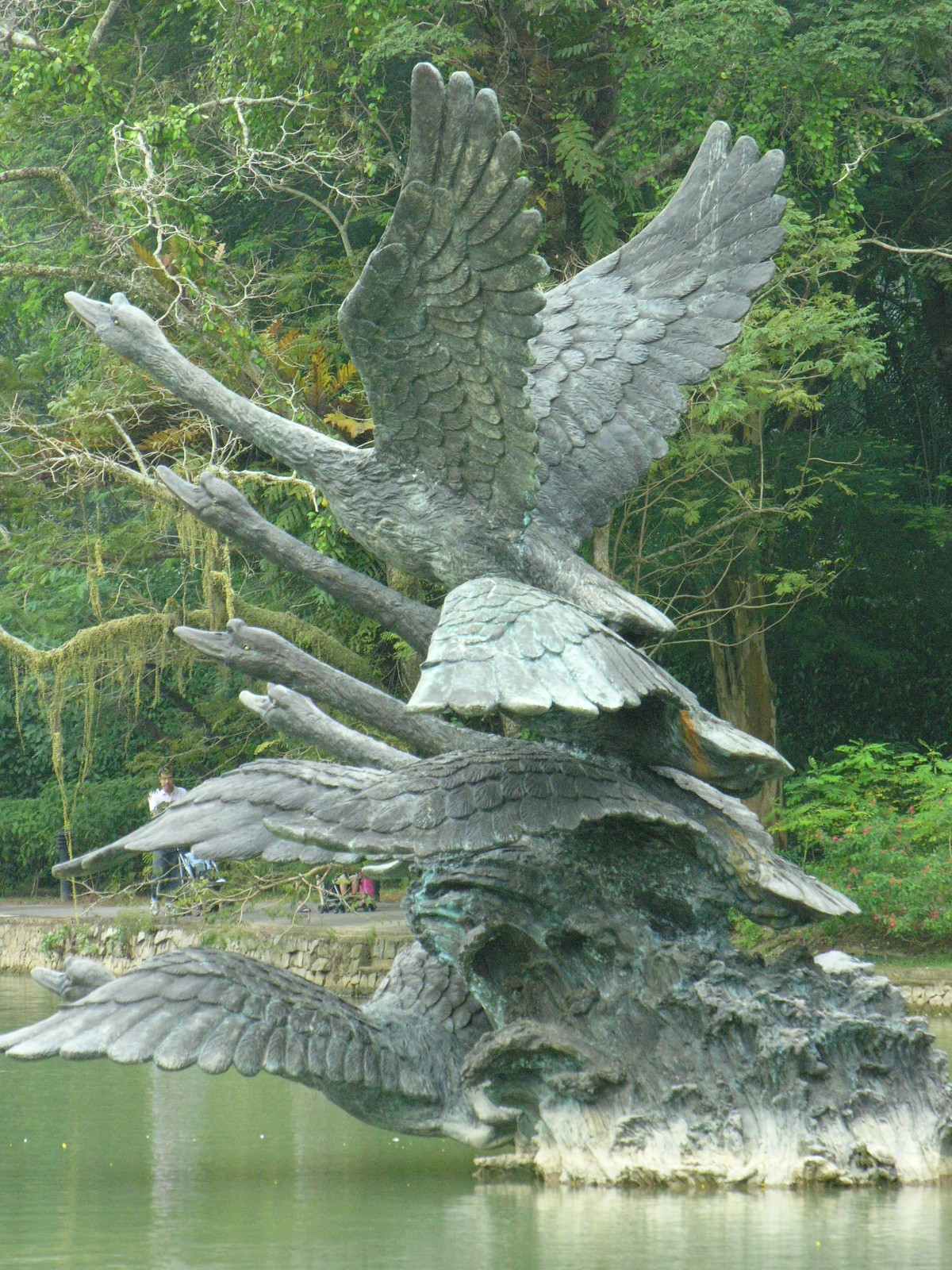
Скульптурна група «Лебеді в польоті» на Лебединому озері
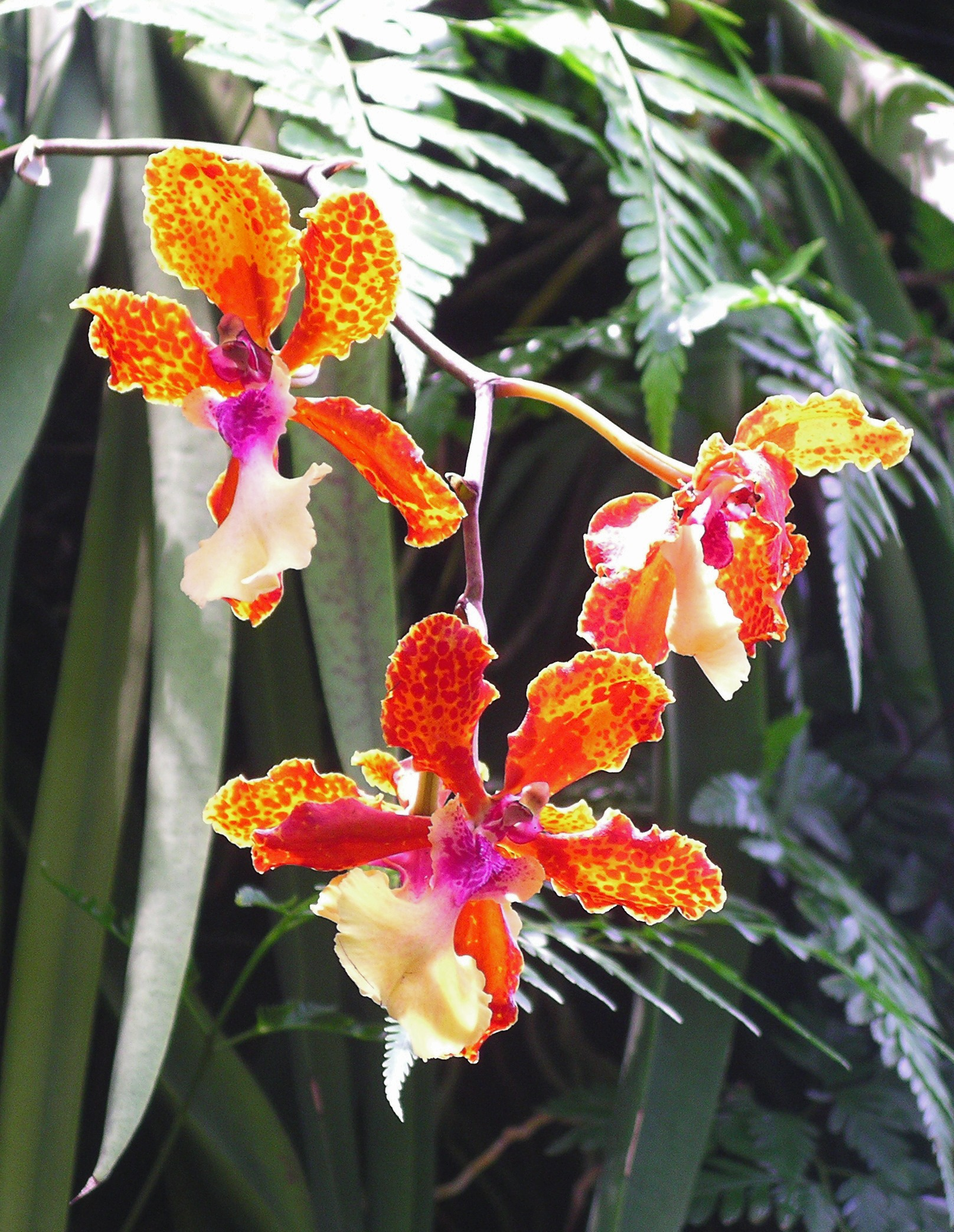
Орхідеї у національному саду орхідей
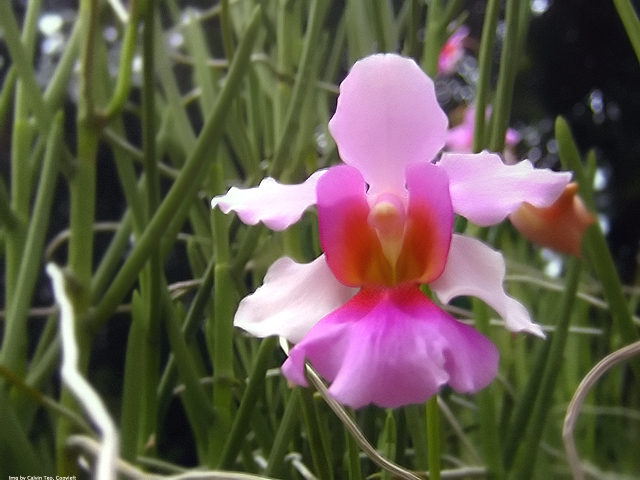
Ванда Міс Джоакім, національна квітка Сінгапуру
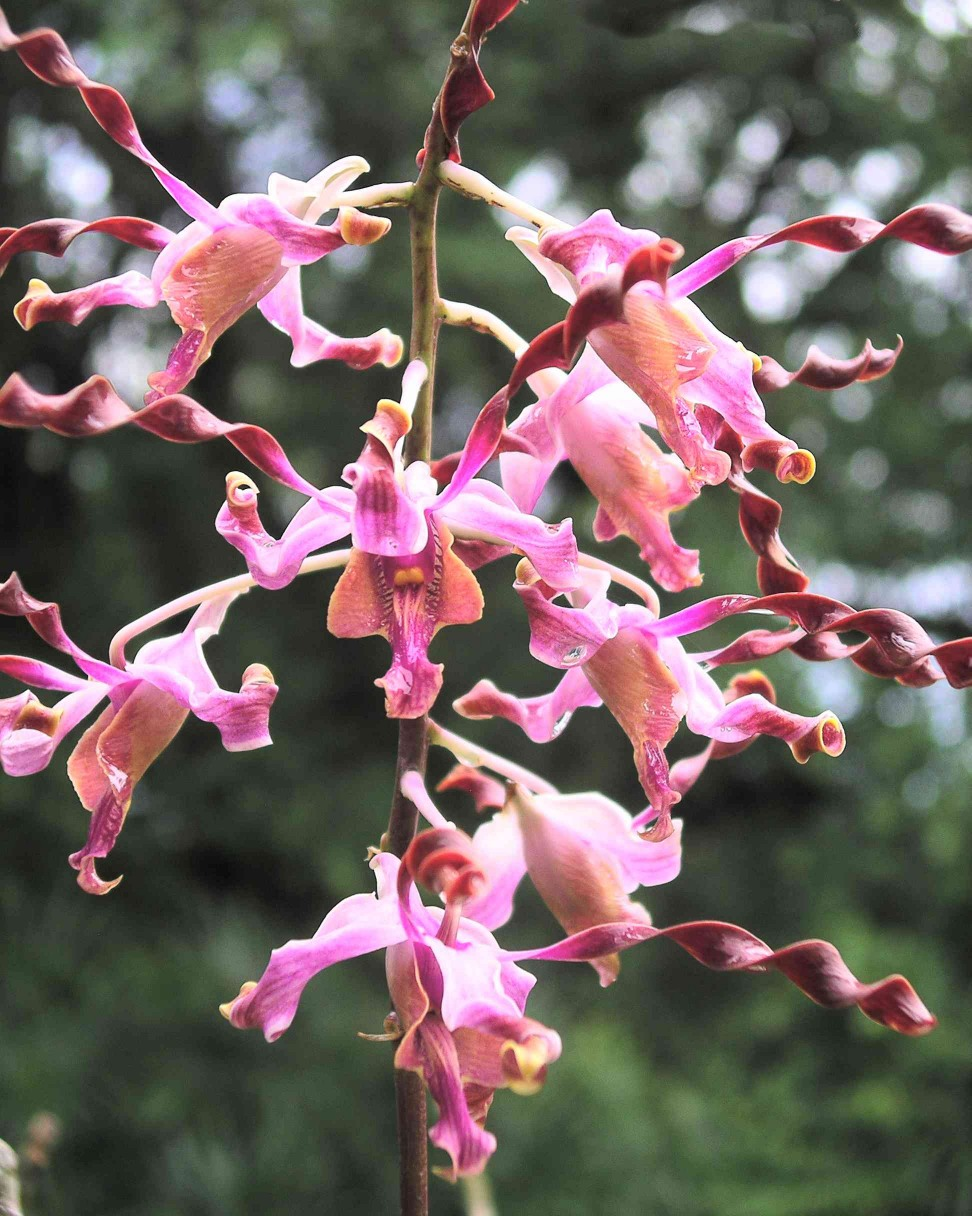
Dendrobium «Маргарет Тетчер»
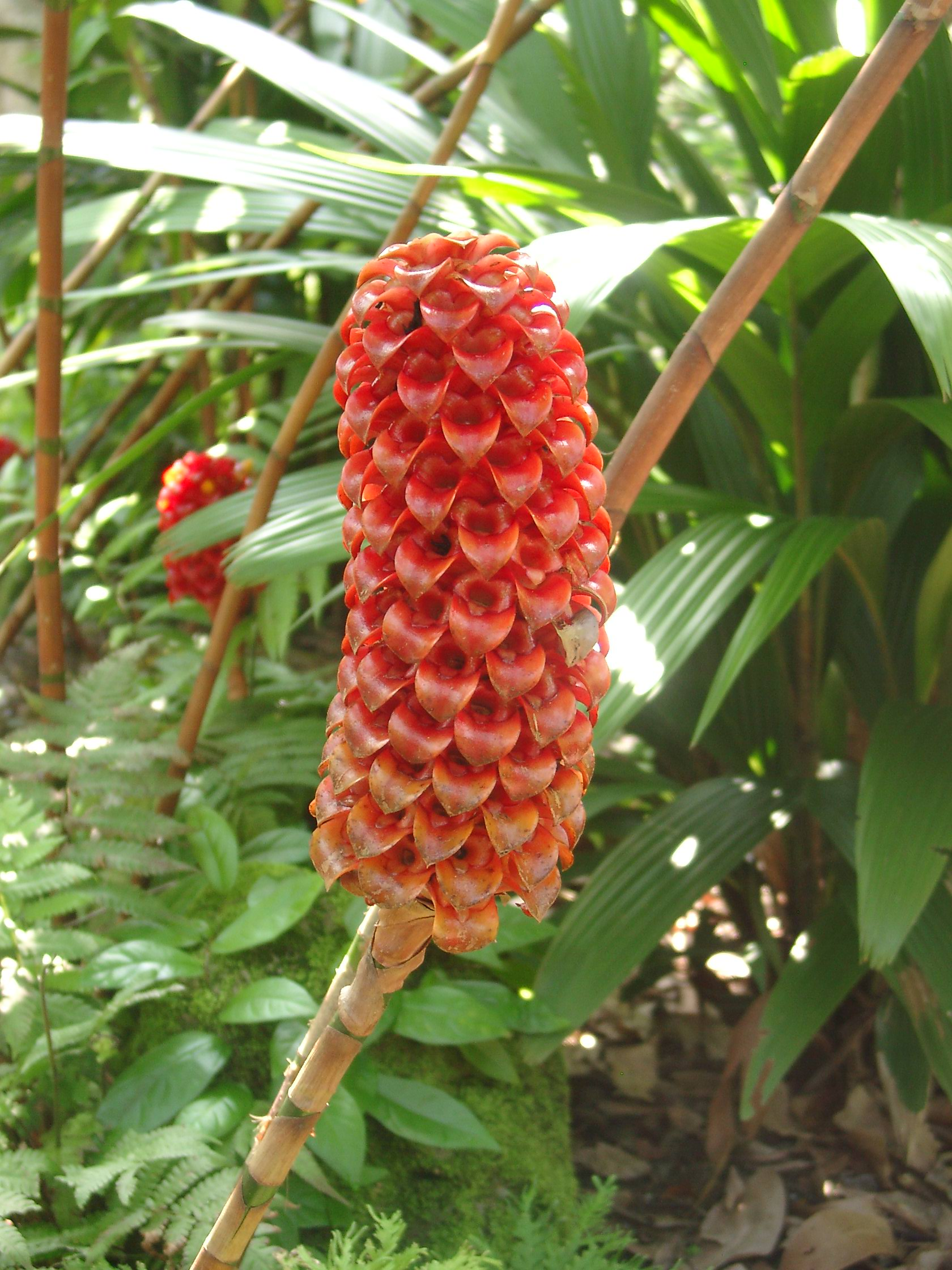
Імбир садовий
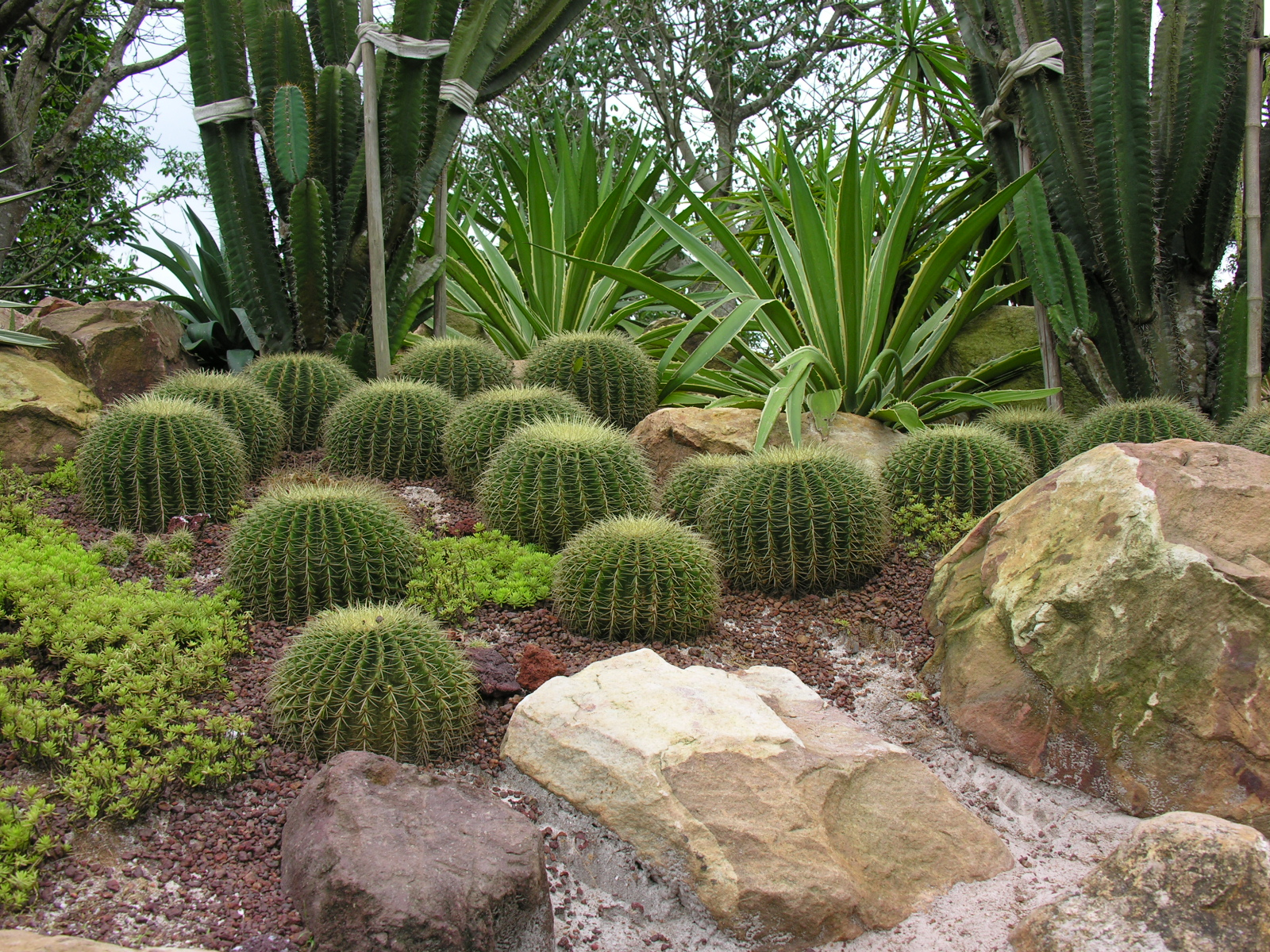
Сад кактусів
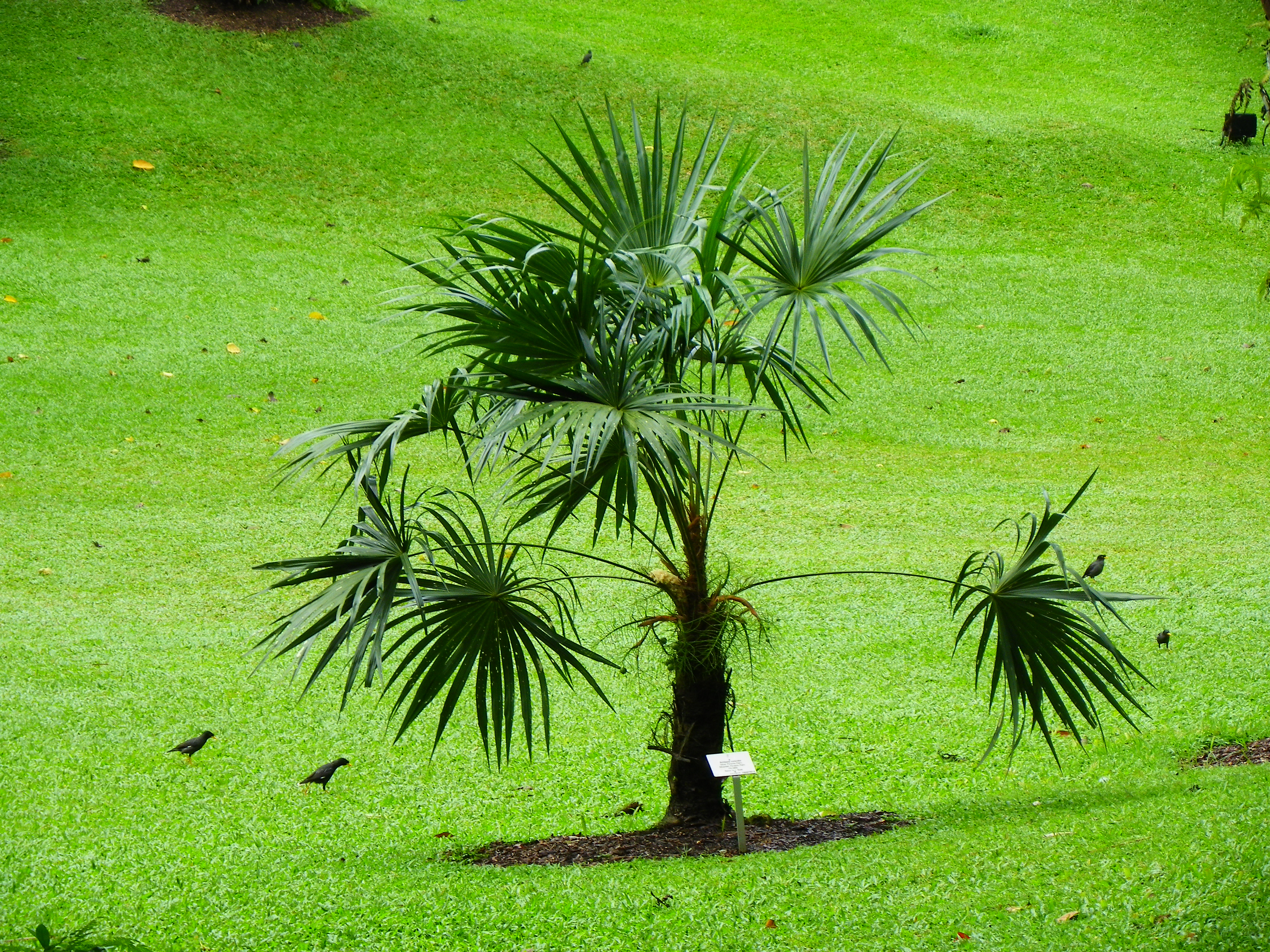
Пальмова долина